# Hrabstwo Pike (Ohio)
Hrabstwo Pike (ang. Pike County) – hrabstwo w stanie Ohio w Stanach Zjednoczonych. Obszar całkowity hrabstwa obejmuje powierzchnię 443,94 mil2 (1 149,81 km²). Według danych z 2010 r. hrabstwo miało 28 709 mieszkańców. Hrabstwo powstało 1 lutego 1815 roku i nosi imię Zebulona Pikea – amerykańskiego odkrywcy i generała.

## Sąsiednie hrabstwa
- Hrabstwo Ross (północ)
- Hrabstwo Jackson (wschód)
- Hrabstwo Scioto (południe)
- Hrabstwo Adams (południowy zachód)
- Hrabstwo Highland (zachód)

## Wioski
- Beaver
- Piketon
- Waverly

## CDP
- Cynthiana
- Stockdale